# قطعنامه ۱۵۵۶ شورای امنیت
قطعنامه ۱۵۵۶ شورای امنیت سازمان ملل متحد که در تاریخ ۳۰ جولای ۲۰۰۴ تصویب شد، سندی بین‌المللی دربارهٔ بررسی وضعیت در سودان است. این قطعنامه طی نشست ۵۰۱۵ام با ۱۳ رای موافق، ۰ مخالف و ۲ ممتنع تصویب شد.